# Margaret de Clare († 1333)
Margaret de Clare (* um 1. April 1287 in Bunratty Castle, County Clare, Irland; † 3. Januar 1333 bei London) war eine anglo-irische Adlige. Sie war das jüngste Kind des anglo-irischen Adligen Thomas de Clare, Lord of Thomond und von Juliana FitzMaurice.

## Leben
Ihr Vater starb bereits am 29. August 1287. Ihre Mutter heiratete in zweiter Ehe Nicholas Avenel. Vor 1303 heiratete Margaret Gilbert, den ältesten Sohn von Gilbert de Umfraville, 7. Earl of Angus und Elizabeth Comyn. Ihr Schwiegervater übergab dem jungen Paar die Güter von Hambleton in Yorkshire und Market Overton in Rutland. Als ihr Mann bereits 1303 starb, blieben die Güter in ihrem Besitz. Wahrscheinlich auf Vermittlung ihres Cousins Gilbert de Clare, des mächtigen Earl of Gloucester, heiratete sie vor dem 30. Juni 1308 dessen Gefolgsmann Bartholomew de Badlesmere. Ihr Mann wurde 1309 zum Baron Badlesmere erhoben, so dass sie den Titel Lady Badlesmere trug. Ihr Mann machte als Militär und Höfling Karriere und wurde schließlich Steward of the Royal Household. 
Nach dem Tod ihres Neffen Thomas de Clare, dem Sohn ihres Bruders Richard de Clare, wurde Margaret 1321 Miterbin von Gütern in Hertfordshire sowie von umfangreichen Besitzungen in Thomond, Limerick und Cork in Irland. Sie und ihr Mann kamen jedoch nicht mehr dazu, die irischen Güter in Besitz zu nehmen, denn trotz seiner Stellung bei Hofe schloss sich ihr Mann im Juni 1321 überraschend der Adelsopposition gegen König Eduard II. an. Nachdem der König im August 1321 noch den Forderungen dieser Opposition nachgeben musste, entschloss er sich im Herbst 1321 zum militärischen Gegenschlag. Um Leeds Castle, das im Besitz ihres Mannes war, kampflos einzunehmen, sandte er seine Frau Königin Isabella mit ihrem Gefolge zu der Burg. Gemäß den Anweisungen ihres Mannes hielt Margaret das Burgtor auch vor der Königin verschlossen. Beim Versuch, sich dennoch Zugang zur Burg zu verschaffen, wurden einige Männer aus dem Gefolge der Königin getötet. Dies gab dem König Anlass, militärisch gegen die Adelsopposition vorzugehen, womit die zweite Phase des Despenser War begann. Leeds Castle wurde am 31. Oktober 1321 von den königlichen Truppen erobert. Margaret und ihre Kinder gerieten in Gefangenschaft und wurden im Tower of London inhaftiert. Dem König gelang es, die Adelsopposition militärisch vollständig zu besiegen. Margarets Mann Bartholomew de Badlesmere geriet nach der Schlacht bei Boroughbridge in Gefangenschaft und wurde am 14. April 1322 als Verräter gehängt, seine Besitzungen wurden beschlagnahmt. Die irischen Besitzungen konnten vom König nie in Besitz genommen werden und fielen bald in irische Hände, womit Thomond bis zur Wiedereroberung unter König Heinrich VIII. 1543 für die Engländer verlorenging. Margaret und ihre Töchter wurden im November 1322 vermutlich auf Vermittlung ihres Schwiegersohns William de Ros freigelassen. Sie zog sich in den Minoritenkonvent bei Aldgate vor den Toren von London zurück, erhielt jedoch nach dem Sturz von König Eduard. II. mehrere ihrer Güter als Wittum zurück. Sie wurde in der Kirche St Leonard in Badlesmere begraben. Ihr Sohn Giles kam nach dem Sturz von König Eduard II. Ende 1326 frei und erhielt 1328 den Großteil der Besitzungen ihres Vaters zurück.

## Familie und Nachkommen
Ihre erste Ehe mit Gilbert de Umfraville war kinderlos geblieben. Aus ihrer zweiten Ehe mit Bartholomew de Badlesmere hatte sie fünf Kinder: 
1. Margery de Badlesmere (1308/1309–1363) ⚭ William de Ros, 3. Baron de Ros
2. Maud de Badlesmere (1310–1366) ⚭ I Robert FitzPayn ⚭ II John de Vere, 7. Earl of Oxford
3. Elizabeth de Badlesmere (1313–1356) ⚭ I Sir Edmund Mortimer; ⚭ II William de Bohun, 1. Earl of Northampton
4. Giles de Badlesmere, 2. Baron Badlesmere (1314–1338) ⚭ Elizabeth Montagu
5. Margaret de Badlesmere (* 1315) ⚭ John de Tibetot, 2. Baron Tibetot (1313–1367)